# أنطوانيت ماير
أنطوانيت ماير هي متزحلقة سويسرية، ولدت في 19 يونيو 1920 في Hospental ‏ في سويسرا، وتوفيت في 19 يوليو 2010 في ثون في سويسرا.

## وصلات خارجية
- أنطوانيت ماير على موقع الاتحاد الدولي للتزلج (التزلج على المنحدرات الثلجية) (الإنجليزية)
- أنطوانيت ماير على موقع أوليمبيديا (الإنجليزية)